# 宣川郡
宣川郡（：／ Sŏnchŏn gun */?）是朝鮮民主主義人民共和國平安北道的一個郡，位於该道的南部，南臨西朝鮮灣，海上有身彌島。面積724平方公里。

## 區劃史
高麗時稱通州，1030年稱宣州。1413年改稱宣川。1563年昇格為府。1895年重劃成郡，1952年再重劃。

## 下轄區劃
下分一邑、二十四里。